# Seznam dánských fotografek

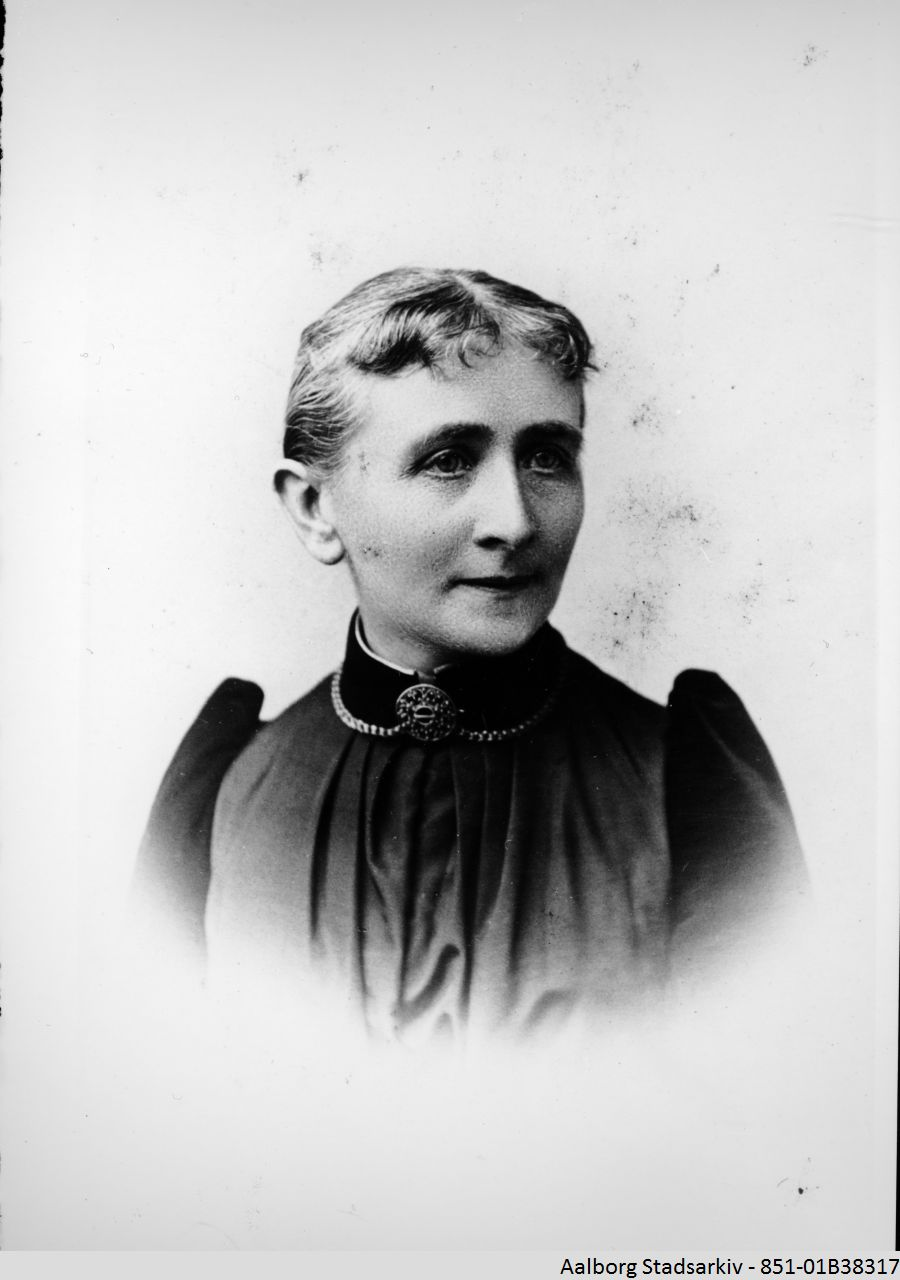
Frederikke Federspiel (1839–1913), jedna z prvních fotografek v Dánsku, která jako jedna z prvních v zemi používala suchý želatinový proces a bleskový prášek

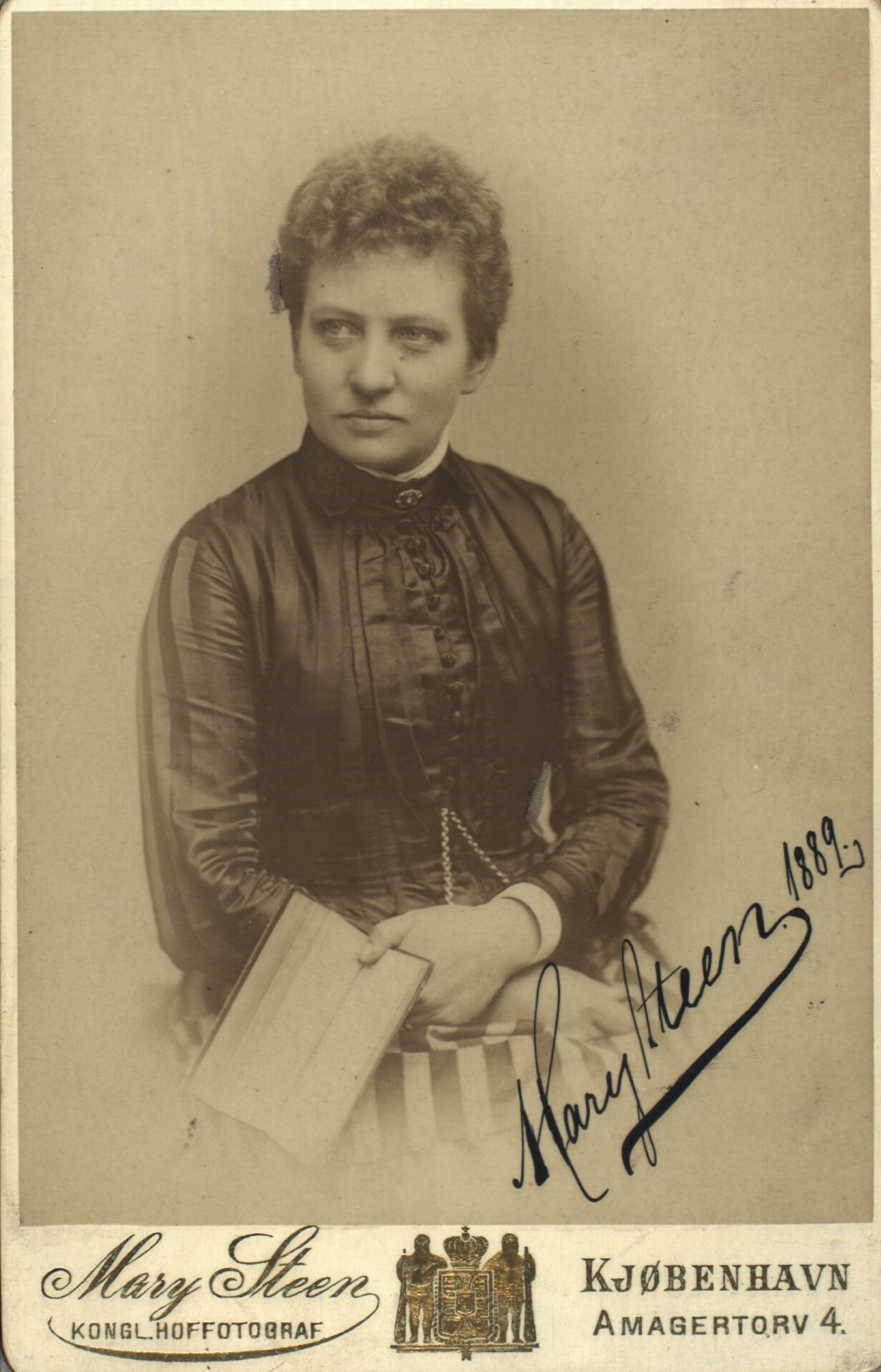
Mary Steen (1856–1939), první dánská dvorní fotografka, v roce 1884 otevřela studio, povzbuzovala ženy k fotografování

Toto je seznam dánských fotografek, které se v Dánsku narodily nebo jejichž díla jsou s touto zemí úzce spjata.

## A
- Pia Arke (1958–2007), grónsko-dánská výtvarnice, performerka, spisovatelka a fotografka
- Lili Almog (* 1961), fotografka a umělkyně smíšených médií, žije a pracuje v New Yorku, intimní duchovní portréty kulturních identit žen po celém světě, environmentální portrét, klášterní jeptišky v Izraeli, Palestině a Spojených státech a práce v mešitách muslimských žen a s dalšími ženami z menšin na čínském venkově

## B
- Jette Bangová (1914–1964), autorka velké série fotografií Grónska zachycujících životní styl grónských Inuitů
- Mari Bastashevski (* 1980), dánská fotografka, spisovatelka a výtvarnice ruského původu
- Cecilie Bødkerová (* 1990), dánská spisovatelka, fotografka a feministka
- Sisse Brimbergová (* 1948), fotografka pro National Geographic, autorka asi 30 příběhů, žijící ve Skotsku
- Ingrid Bugge (1968–2020), výtvarná umělkyně a fotografka
- Nanna Bisp Büchertová (* 1937), průkopnice inscenované fotografie
- Suste Bonnénová (* 1948), fotografka, sochařka a spisovatelka

## C
- Helena Christensenová (* 1968), módní fotografka přispívající do magazínů Nylon, Marie Claire a Elle
- Amalie Claussenová (1859–1950), umělecká fotografka portrétů a krajin ze severu Jutska, po roce 1894 provozovala ateliér v Brønderslevu a od roku 1897 ve Skagenu

## D
- Miriam Dalsgaardová (* 1972), novinářská fotografka, získala Cavlingovu cenu za sérii o uprchlících a dětech v azylových centrech
- Alexandra Dánská (?)
- Ulla Diedrichsen (* 1950), fotografka a konceptuální malířka

## E
- Marianne Engbergová (* 1937) umělecká fotografka, od roku 1960 experimentuje s dírkovou fotografií, kterou nazvala fotosyntetismus, žije v Brooklynu
- Tina Enghoff (* 1957), fotografka, video umělkyně a spisovatelka
- Kille Enna (* 1972), kuchařka, autorka kuchařek a fotografka

## F
- Frederikke Federspiel (1839–1913), jedna z prvních fotografek v Dánsku, která jako jedna z prvních v zemi používala suchý želatinový proces a bleskový prášek
- Anette Harboe Flensburg (* 1961)

## G
- Franziska Gadová (1873–1921), portrétní a dvorní fotografka v Kodani, fotografka dětí, spolupsracovala s Julií Laurbergovou
- Marianne Grøndahl (1938–2012), dokumentární fotografka působící v divadelním prostředí, také v reklamě a portrétu
- Kajsa Gullbergová (* 1977), dánská fotografka švédského původu, fotografuje pokřivené existence, tabuizovaná těla s jizvami nebo vráskami
- Dorothea Gundtoftová (?), aktivní 2010

## H
- Marie Haldová (* 1987), fotožurnalistka, témata souvisejících s tělesným aktivismem, poruchami příjmu potravy, o sexuálních pracovnicích
- Thora Hallager (1821–1884), jedna z prvních fotografek v Dánsku, praktikující daguerrotypii od roku 1850
- Caroline Hammerová (1832–1915), jedna z prvních profesionálních fotografek s ateliérem na fríském ostrově Föhr
- Charlotte Hanmannová (* 1950), fotografka, malířka a grafička
- Tine Hardenová (* 1960), fotožurnalistka, portréty politiků, fotografovala v Africe a bývalé východní Evropě
- Julie Edel Hardenbergová (* 1971), grónská fotografka a ilustrátorka knih
- Charlotte Haslund-Christensenová (* 1963), fotografka a vizuální umělkyně, absolventka dánské fotografické školy Fatamorgana a Mezinárodního centra fotografie v New Yorku
- Varvara Hasselbalchová (1920–2008)
- Bodil Hauschildtová (1861–1951), jedna z prvních profesionálních fotografek, provozovala studio v Ribe
- Johanne Hesbecková (1873–1927), portrétní fotografka působící v Holte, severně od Kodaně
- Thyra Hildenová (* 1972), spolu s Pio Diazovou tvoří umělecké duo Hilden & Diaz
- Ditte Haarløv Johnsenová (* 1977), režisérka a fotografka

## J
- Astrid Kruse Jensen (* 1975), specializující se na noční fotografii, často s velmi dlouhými expozičními časy
- Fie Johansenová (* 1953), reklamní fotografka

## K
- Sophia Kalkauová (* 1960), umělecká fotografie, často kategorizovaná jako performativní fotografie, často související s její sochařskou prací; pracuje v různých médiích včetně psaní, fotografie, sochařství a instalace
- Kirsten Kleinová (* 1945), krajinářka na ostrově Mors s melancholickým stylem dosaženým použitím starších technik
- Sofie Amalie Klougartová (* 1987), fotografka, fotožurnalistka, a vizuální umělkyně, vyhrála Press Photo of the Year se sérií fotografií z letního skupinového setkání Dánské lidové strany a v roce 2012 s fotoseriálem z dánských swingers klubů
- Janne Klerková (* 1953), umělkyně a krajinářka, členka umělecké společnosti Kunstnersamfundet a DJ Fotograferne
- Nina Kleivanová (* 1960), norsko-dánská výtvarná umělkyně a fotografka, kombinuje figurativní a abstraktní prvky, od 90. let se věnuje také fotografii a instalacím
- Helena Quist Kristensenová (* 2000), herečka, tanečnice, instruktorka tance a fotografka
- Anne-Mette Kruse (* asi 1940)
- Astrid Kruse Jensenová (* 1975), specialistka na noční fotografii, často s velmi dlouhými expozičními časy
- Tove Kurtzweilová (1938-2018), dlouhá léta spojena s fotografickou školou Fatamorgana

## L
- Julie Laurbergová (1856–1925), portrétní a dvorní fotografka v Kodani, spolupracovala s Franziskou Gadovou
- Ann Lislegaardová (* 1962), umělkyně působící v Kodani a New Yorku, známá svými 3D filmovými animacemi a zvukově-světelnými instalacemi, na téma sci-fi, gender a koncepty budoucnosti
- Cani Lønborgová (1877-1952), pocházela z fotografické rodiny, provozovala ateliér v Glostrupu, její otec i bratr byli fotografové
- Birgitta Lundová (* 1964), v roce 2005 získala cenu Prix HSBC pour la photographie
- Kristine Lundová (1852–1948), provozovala ateliér v Hjørringu a pobočku v Lønstrupu, studia byla v provozu v letech 1882–1969

## M
- Ibi Makienoková (* 1975), modelka, herečka, televizní moderátorka, fotografka a zpěvačka
- Lone Maslocha (1921–1945), dánská fotografka narozená v Polsku, bojovnice odboje během německé okupace Dánska v druhé světové válce, spojována s polsko-anglickou zpravodajskou službou a dánským odbojem Holger Danske, zastřelena gestapem
- Annette Merrildová (* 1972), umělkyně žije a pracuje v Barceloně
- Rigmor Mydtskovová (1925–2010), divadelní a dvorní fotografka, portrétovala umělce dánské kinematografie, královnu Markétu II. a další členy dánské královské rodiny. Uvědomila si, že lidé na těchto místech mají sklon se schovávat za maskou a snažila se vylíčit právě onu osobu skrytou za touto maskou a často se jí podařilo prozradit něco z tohoto tajemství. Jako portrétní fotografka byla umírněná, intuitivní a zároveň sebevědomá.

## N
- Sophie Nielsenová (1858–1941)

## O
- Charlotte Østervangová (* 1970), fotografka, novinářka a spisovatelka, žijící od roku 2009 v New Yorku

## P
- Sophie Petersenová (1885–1965), cestovatelka, geografka, geoložka, pedagožka, fotografka a spisovatelka
- Laerke Posseltová (* 1984), fotoreportérka

## R
- Anu Ramdas (* 1980), umělkyně, fotografka a pedagožka, pracuje s médiem zvuk, text, performance, kresba, film a fotografie
- Jytte Rexová (* 1942), dánská umělkyně, fotografka, spisovatelka a filmová režisérka

## S

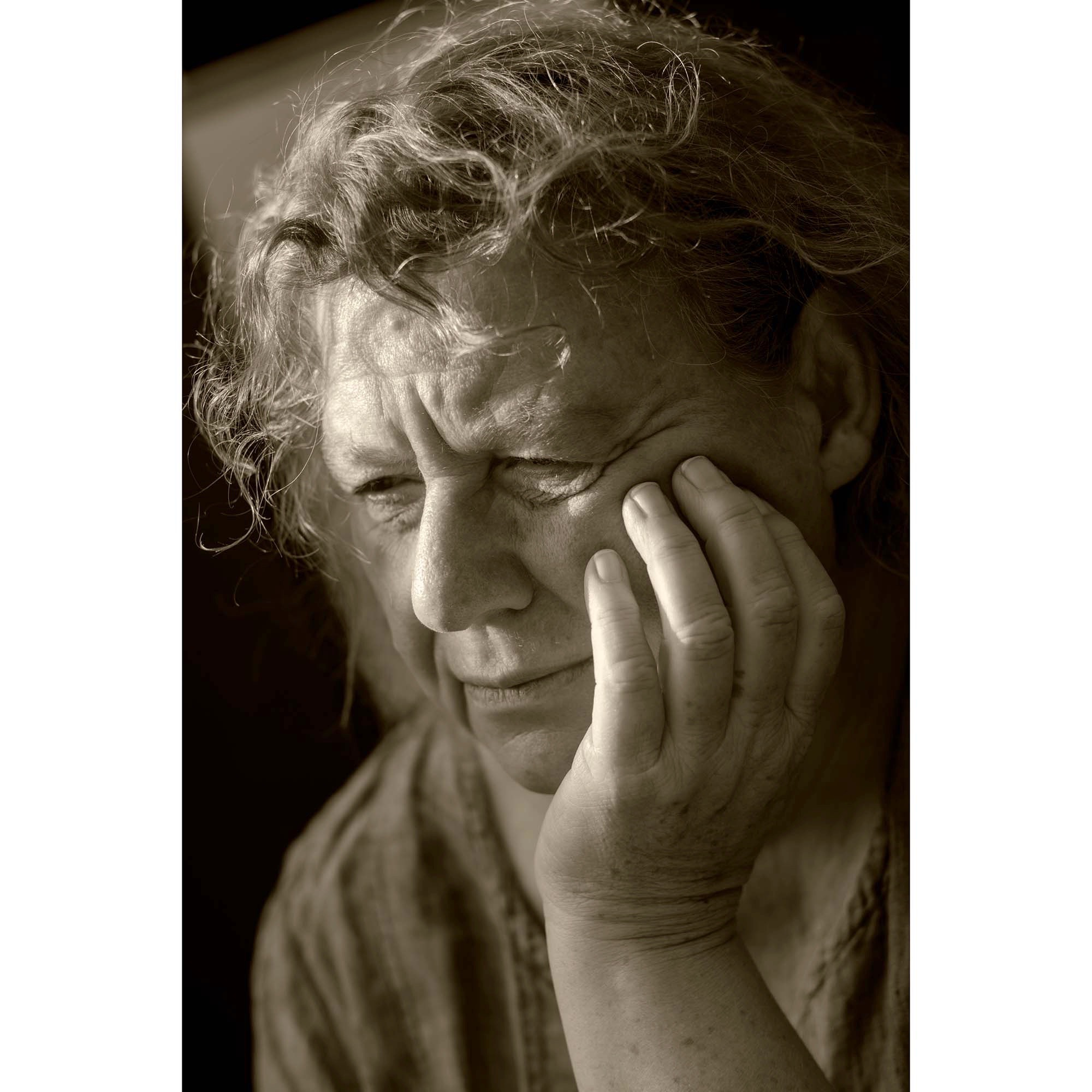
Pylle Søndergårdová (* 1952), vizuální umělkyně, fotografka a keramička

- Pauline Schmidtová (1865–1944), kouzelnice a fotografka, provozovala vlastní studio ve finském Tampere
- Siri Schnéevoigt (1870–1948), fotografka a herečka narozená ve Finsku, ale aktivní v Dánsku
- Hanne Skyumová (* 1961), tkadlena, vizuální umělkyně a fotografka
- Myne Søe-Pedersenová (* 1972)
- Pylle Søndergårdová (* 1952), vizuální umělkyně, fotografka a keramička
- Trine Søndergaardová (* 1972), ve svých sériích  zachycuje prostory, krajinu, vegetaci a lidi
- Mary Steen (1856–1939), první dánská dvorní fotografka, v roce 1884 otevřela studio, povzbuzovala ženy k fotografování
- Nanna Muus Steffensenová (1985 nebo 1986), novinářka, fotografka a korespondentka pro Blízký východ pro dánskou mediální společnost Danmarks Radio
- Lis Steincke (* 1942), průkopnice inscenované fotografie

## T
- Louise Thomsenová (1823–1907), raná fotografka se studiem v Hellebæku

## V
- Dorte Vernerová (* 1963), ekonomka a fotografka. Zkoumá problémy s potravinami v Africe, Latinské Americe a dalších regionech a navrhuje řešení. Vyhrála Grand Prize and Excellence Award na International Photography Awards.

## W
- Mary Willumsenová (1884–1961), od roku 1916 vyráběla pohlednice žen ve skromném oblečení, nebo zcela nahých, v současnosti považované za umělecky velmi cenné
- Benedicte Wrensted (1859–1949), v 80. letech 19. století otevřela studio ve městě Horsens, poté emigrovala do Spojených států, kde fotografovala domorodé Američany